# Het Gele Teken
Het Gele Teken is het zesde stripalbum uit de Belgische stripreeks Blake en Mortimer, door Edgar P. Jacobs. Het is tevens het eerste album in de serie dat een volledig verhaal op zich vormt. Als zodanig is dit het derde complete verhaal in de serie.
Het is het beroemdste verhaal in de reeks. Los daarvan is het album ook een van de grote klassiekers uit de Belgische en Europese stripgeschiedenis geworden. Zo werd Het Gele Teken eind jaren 90 meerdere malen door Belgische stripkenners verkozen tot "Stripalbum van de Eeuw".   De kaft van het album heeft een iconische status verworven. 

## Het verhaal
Londen wordt geteisterd door Het Gele Teken, een onbekende crimineel die overal waar hij toeslaat een grote, gele, omcirkelde letter M achterlaat. Wanneer de Britse koningskroon gestolen wordt uit de Tower of London wordt kapitein Francis Blake ingeschakeld om Scotland Yard met het onderzoek te helpen. Blake op zijn beurt vraagt Philip Mortimer om mee te helpen. In de Centaur club leert Mortimer enkele stamgasten kennen: Leslie Macomber, editeur van de krant Daily Mail, Sir Hugh Calvin, rechter in Central Criminal Court, professor Robert Vernay van de British Medical Association en Dokter Jonathan Septimus van het Psychiatrische Instituut. Na een diner verlaat de groep het gebouw en wandelen Vernay en Septimus alleen verder tot Septimus zich plots niet goed voelt en een taxi naar huis neemt. Vernay blijft alleen achter en wordt kort erop ontvoerd door Het Gele Teken. Hetzelfde gebeurt de nacht erop met Macomber en de daaropvolgende nacht met Calvin. Septimus is bang dat hij de volgende is.
Op advies van Blake besluit Septimus de stad te verlaten. Ze nemen samen de trein vanaf King's Cross Railway Station, maar hun reis wordt onverwacht onderbroken. Blake gaat kijken wat er mis is met de trein, maar wanneer hij terugkeert naar hun coupé blijkt Septimus verdwenen. Blake stapt uit de trein en gaat op onderzoek uit. Hij is nog maar net uitgestapt als de trein door een andere trein wordt aangereden in een vreselijk ongeluk.
Mortimer is inmiddels geïnteresseerd geraakt in het boek The Mega Wave, waarover enkele jaren geleden een hoop heisa was. Verschillende mensen, waaronder Macomber, Calvin en Vernay leverden kritiek op de theorieën in het boek. Septimus was toen de enige wetenschapper die het werk verdedigde. Mortimer tracht in het British Museum een exemplaar van het boek te vinden, maar Het Gele Teken steelt het laatste exemplaar onder zijn neus weg. Die nacht breekt de geheimzinnige booswicht in bij Blake en Mortimer. Ze worden wakker van het lawaai en trachten hem neer te schieten. Het Gele Teken blijkt echter een bewusteloos makende lichtflits te verspreiden als mensen te dicht bij hem komen en is daarbovenop immuun tegen kogels. Hij ontsnapt in de duisternis, maar Blake en Mortimer ontdekken dat er afluisterapparatuur in hun woonkamer verborgen is. Blake ontdekt in een briefje dat Het Gele Teken hen kwam waarschuwen zich niet met de zaak te bemoeien. Later ontvangt Blake een anonieme brief van iemand die beweert hen te willen helpen en Blake uitnodigt naar Limehouse Dock te komen om hem te ontmoeten. In de envelop zit een tweede - handgeschreven - briefje, ondertekend door Septimus, die Blake oproept op de uitnodiging in te gaan. Alhoewel Blake niet uitsluit dat het een valstrik is, vindt hij dat hij het risico nemen moet. Kendall eist echter dat de omgeving met politie wordt afgezet en dat Blake een walkie talkie meekrijgt. Terwijl hij vertrekt, wordt Mortimer bezocht door Stone, archivaris bij de Daily Mail. Deze heeft nog een exemplaar van The Mega Wave gevonden, dat hij aan Mortimer uitleent. In het boek vindt Mortimer een aanwijzing dat Blake in groot gevaar is en probeert zo snel mogelijk Blake in te lichten. Wat voor aanwijzing Mortimer ontdekt heeft, wordt de lezer niet meegedeeld.
Blake gaat een verlaten loods binnen, maar zoals verwacht werkt de walkie talkie niet in overdekte ruimtes. Blake ontsnapt binnen ternauwernood aan een moordaanslag door Het Gele Teken. De crimineel klimt vervolgens boven op een kraan waar politieagenten hem trachten omsingelen. Opnieuw straalt de geheimzinnige figuur een hel licht uit dat alle agenten uitschakelt. Hij neemt één bewusteloze agent mee en houdt hem boven zijn hoofd vast. Blake probeert Het Gele Teken te kalmeren, maar deze werpt de bewusteloze agent slechts naar hem toe. Hierop springt Het Gele Teken in de rivier. Terwijl de overige agenten naar hem zoeken, steelt hij een politieauto en rijdt weg. Mortimer achtervolgt hem per taxi tot de wagen van Het Gele Teken een bus ramt. De voertuigen vliegen in brand en Het Gele Teken ook. Dan weet hij de vlammen te doven en snelt weer weg in de mist. Mortimer achtervolgt hem in de riolen en vindt zo het geheime hoofdkwartier van de crimineel. Daar ziet Mortimer tot zijn verbazing Septimus Het Gele Tekencommanderen en ontdekt dat het niemand minder dan Olrik is, zijn nemesis uit de vorige albums. Mortimer wordt door Septimus gevangengenomen en de geleerde legt hem uit wat zijn bedoelingen zijn. Hij vertelt dat het geheime laboratorium zich onder zijn huis bevindt en dat hij Macomber, Vernay en Calvin ontvoerd heeft om zich op hen te wreken, omdat ze de theorieën over de Mega Wave belachelijk hadden gemaakt. Septimus geeft aan dat hij de feitelijke auteur van het boek is en dat hij het schreef onder een pseudoniem. Zijn uitgever had Macomber en Vernay een proces aangedaan wegens smaad, maar rechter Calvin vonniste dat hun kritiek op het boek toegestaan was. Septimus had hierop besloten naar Soedan te gaan, waar hij de verdwaasde Olrik vond. Hij nam hem hierop mee naar Engeland om als proefkonijn te gebruiken voor een uitvinding van hem: de telecephaloscoop. Hiermee kan Septimus mensen op afstand en volgens hun mentale frequentie besturen. Dan gebruikt hij het televisiesignaal van de BBC om aan te kondigen dat Het Gele Teken Mortimer zal executeren.
Scotland Yard weet te lokaliseren van waar het signaal verzonden werd en begint het gebied af te speuren. In dat gebied ligt ook de woning van Septimus, maar Kendall beveelt dat deze woning niet onderzocht hoeft te worden, omdat hij ervan overtuigd is dat Septimus niets met Het Gele Teken van doen heeft. Inmiddels heeft Blake het exemplaar van The Mega Wave ontdekt en herkent daarin Septimus' handschrift in een opdracht van de schrijver aan een criticus. Hij realiseert zich meteen dat het boek door Septimus geschreven moet zijn en dat Mortimer en de anderen in Septimus' huis moeten zitten. Daar maakt Septimus zich klaar om Olrik te bevelen Mortimer te vermoorden. Mortimer roept echter de spreuk die Olriks geheugen deed verliezen en hem nu weer bij zijn positieven brengt. Terug de oude, keert Olrik zich tegen zijn oude meester en doodt hem met de bliksemschicht van een van zijn apparaten. Hierop vlucht Olrik weg. De politie valt binnen, bevrijdt iedereen en ontdekt ook de koningskroon.

## Ontstaan van het album
Na het grote succes van Het Mysterie van de Grote Piramide vroeg Hergé aan Jacobs om een nieuw verhaal te maken voor het weekblad Kuifje. Jacobs had een fascinatie voor de stad Londen en wilde avontuur bedenken dat zich volledig in die stad afspeelde. Tegelijkertijd wilde hij dat verhaal een ode was aan de Duitse expressionistische films en de horrorklassiekers van Universal. Het verhaal moest daarom een meer horror karakter krijgen. 
In 1952 vond de kroning van Koningin Elizabeth 2 plaats. Jacobs zag de foto’s van de kroning in de krant en het was vooral de kroon die hem daarbij opviel, prompt kwam hij op het idee van een mysterieuze dief die de kroon steelt. Dit was het startpunt voor het verhaal. 
Als voorbereiding maakte Jacobs augustus 1952 een rondreis door Londen waarbij hij talloze foto’s en schetsen maakte. Tijdens zijn research zag Jacobs de leegstaande pakhuizen in Limehouse, deze locatie zou een prominente rol spelen in de achtervolging. Verder werden de Tower of London en het straatbeeld van Londen nauwkeurig nagetekend. Het huis waar Blake en Mortimer in wonen bestaat ook echt, het staat aan Park Lane 94.

## Tekenstijl
Jacobs hanteert zoals altijd de klare lijn stijl. Terwijl hij in de vorige albums nog, af en toe, experimenteerde met houtskool en aquarel, kiest hij in dit album voor een definitieve techniek: lijnen in oost indische inkt ingekleurd met gouache. Ook werkt hij zich steeds meer los van Herge: 
- De tekenaar van Kuifje gebruikte voor rechthoekige kaders terwijl Jacobs ook ronde en zeer smalle kaders of juist weer hele grote  gebruikt.
- Voor het eerst gaat Jacobs experimenteren met onrealistische inkleuring: de scène die zich ’s nachts afspelen zijn in blauw en groen gehuld, maar wanneer de ‘’guinea pig’’ op pagina 27 het beeld van Horus tegenkomt raakt hij in paniek en verandert de kleur abrupt in rood. * Het verschil in emotie in de personages wordt versterkt door een verschil in kleur.
- Voor het eerst worden ook de tekstvakken ingekleurd in een kleur die correspondeert met de kleur van de afbeelding.   In actiescènes laat Jacobs de achtergrond weg om meer duidelijkheid en overzicht te krijgen. Het succes van Het Gele Teken zorgde voor een toename van realistische getekende avonturenstrips.

## Inspiratiebronnen
- Het plotelement van een kwaadaardige geleerde die een gevangene hypnotiseert en bestuurt, is afkomstig uit de film Das Cabinet des Dr. Caligari.
- Het idee van een gemaskerde dief met zwarte cape die steeds overal opduikt en naar de riolen vlucht, is een ode aan The Phantom of the Opera.
- Het idee van een geleerde die zich miskend voelt en bereidt is alles op te offeren voor erkenning, is een verwijzing naar de legende van Faust.
- Het uiterlijk van Dr. Septimus is nagetekend van de film The Crime of Docter Warren. De naam is ontleend van Dr. Septimus Pretorius uit Bride of Frankenstein.
- Het uiterlijk van de ‘’guinea pig’’ is gebaseerd op Dr. Orlac uit de film Mad Love. Verschillende scènes uit deze film komen ook overeen met die in het verhaal, waaronder het treinongeluk, de hypnotische krachten en de krankzinnige geleerde.
- Het logo van het gele teken is afkomstig uit de film M van Fritz Lang. In deze film wordt de letter M op de jas van een nietsvermoedende man geplaatst, zoals met Blake gebeurt.

## Mogelijke verfilmingen
Al een twintigtal jaren probeert men in Europa Het Gele Teken te verfilmen tot een live-action film getiteld The Yellow M. De eerste poging werd in de jaren 80 door Edgar P. Jacobs zelf ondernomen, samen met Jean van Hamme begon hij aan het schrijven van een filmscenario. Door een gebrek aan financiële middelen kwam deze poging nooit verder. Een interessante ontwikkeling is dat Jacobs zelf wilde dat het personage van Septimus door een vrouw gespeeld zou worden.
Eind jaren 90 werden er in Groot-Brittannië concretere plannen voor een verfilming gemaakt. De Chinese actrice Gong Li zou de rol vertolken van Septimus. Verder zou James Caviezel als Olrik zijn opwachting maken. Er was ook sprake van Rufus Sewell als Blake. Om onbekende redenen is deze verfilming nooit van de grond gekomen. In 2005 kondigde de Spaanse regisseur Alex de la Iglesia aan dat hij Het Gele Teken wilde verfilmen, met Kiefer Sutherland  als Mortimer en Hugh Laurie als Blake, maar ook hij koos er uiteindelijk voor om andere filmprojecten de voorrang te geven.  De enige verfilming die echt heeft plaatsgevonden is een 45 minuten durende aflevering uit de animatieserie Blake en Mortimer.

## Publicaties
Van 3 augustus 1953 tot 10 november 1954 verscheen er iedere week 1 pagina van het verhaal in het weekblad Kuifje. In 1956 verscheen het verhaal voor het eerst boekvorm bij uitgeverij Lombard. In daaropvolgende jaren zou het album 10 keer herdrukt worden. Sinds 1987 wordt het album uitgegeven door Uitgeverij Blake en Mortimer, sindsdien is het ook al 10 keer herdrukt. In 1977 verscheen een zeldzame uitgave in zwart/wit in een oplage van 800 exemplaren. 
Naast het Nederlands en het Frans is Het Gele Teken in de volgende talen verschenen: 
- Deens: Det Gule Mærke
- Duits: Das Gelbe M
- Engels: The Yellow "M"
- Italiaans: Il Marchio Giallo
- Portugees: A Marca Amarela
- Spaans: La Marca Amarilla
- Zweeds: Det Gula Tecknet

## Vervolgen
Het Blake en Mortimer album De Septimus-Golf, dat op zijn beurt weer vervolgd wordt door De Schreeuw van de Moloch, is een direct vervolg op dit album. Ook De Eed van de Vijf Lords speelt zich kort na Het Gele Teken af

## Hommages en parodieën
- Bladzijde 38 en 39 uit dit album werden ooit geparodieerd in het Dommel-album De pij maakt de pater niet.
- In de stripreeks De Kiekeboes in het album Album 26 (1984) stelt Kiekeboe als titel voor het verhaal Het Gele Teken voor. Konstantinopel licht hem echter in dat die titel al jaren bestaat.
- In dezelfde stripreeks, in het album Afgelast wegens ziekte (1990) bezoeken Kiekeboe en Konstantinopel Plagiaatland, een plek waar stripfiguren decors van oude stripreeksen kunnen kopen. In strook 52 poseren ze samen voor de cover van Het Gele Teken, wanneer ze plots in de rug worden aangevallen.
- In het Agent 327-album De vergeten bom is in het tweede prentje van strook 5 het Gele Teken als graffiti afgebeeld op een garagedeur.
- Op de cover van het stripalbum Paniek In Stripland wordt Het Gele Teken geparodieerd.

## Kleine fouten
- Edgar P. Jacobs stond bekend als een perfectionist met veel aandacht voor realistische en gedetailleerde tekeningen. Toch zijn er in dit album, dat zich in Engeland afspeelt, enkele foutjes geslopen. In de politie-auto, een Austin, staat het stuur links. Op bladzijde 34 rijdt Blake in een personenauto met het stuur aan de rechterkant, twee bladzijden verder en nog steeds rijdend in dezelfde auto staat het stuur tot twee keer toe links afgebeeld.
- Dit album speelt zich direct na Het Mysterie van de Grote Piramide af. Aan het einde van dat album verliest Olrik zijn geheugen en wordt hij krankzinnig. Op pagina 55 van Het Gele Teken zegt Septimus dat hij Olrik in de woestijn tegenkwam nadat deze zijn geheugen was kwijtgeraakt. Hierna hield hij Olrik tijdens gevangen tijdens de Tweede Wereldoorlog. Dit kan niet kloppen, omdat Het Geheim van de Zwaardvis zich direct na deze oorlog afspeelt en dat verhaal zit chronologisch voor Het Mysterie van de Grote Piramide.